# Jardín Botánico de la Universidad Bíblica Seinan Gakuin

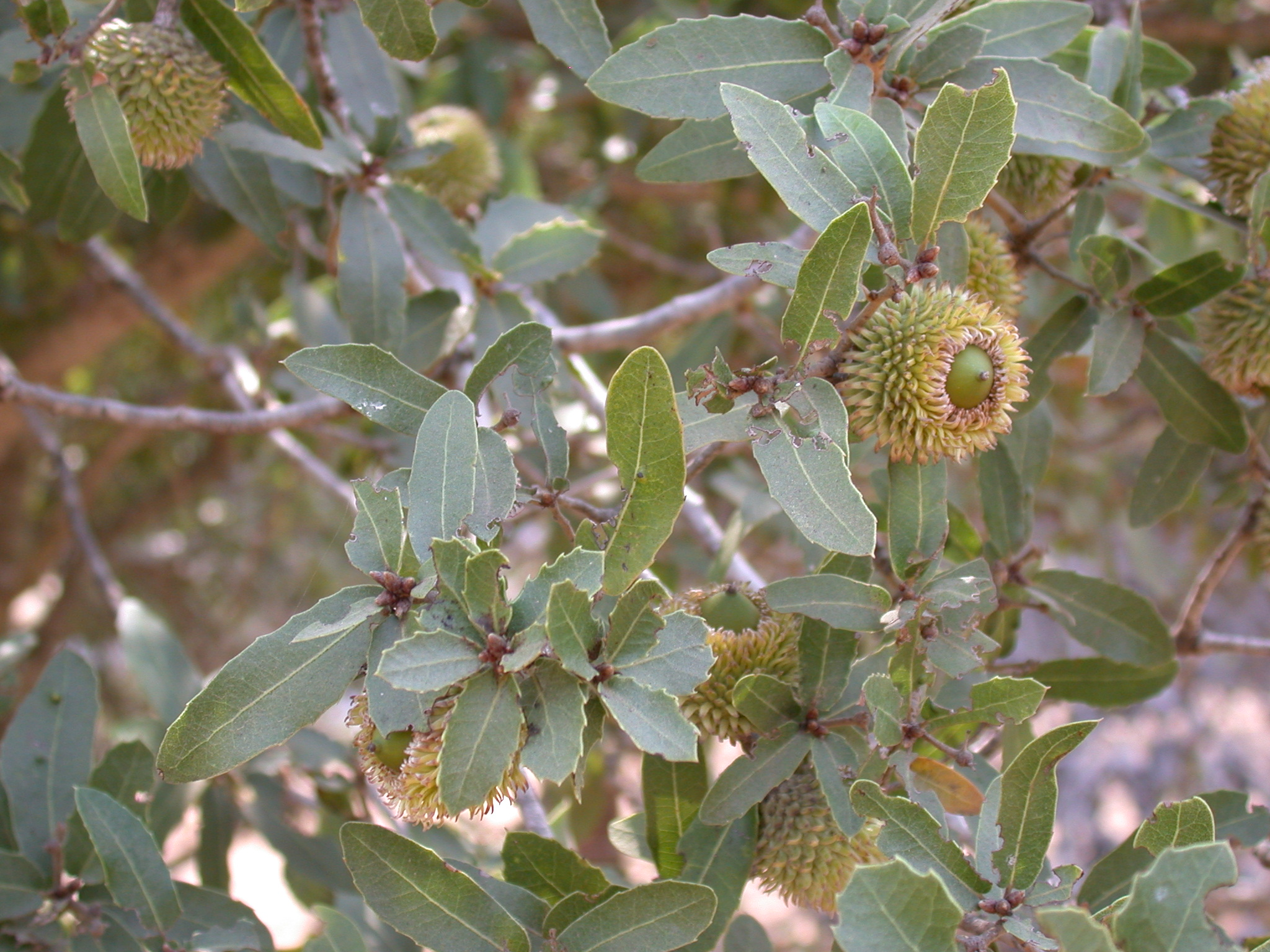
Hojas y bellotas del Quercus calliprinos.

El Jardín Botánico de la Universidad Bíblica Seinan Gakuin (西南学院大学聖書植物園 Seinan Gakuin Daigaku Seisho Shokubutsuen?) es un jardín botánico que se encuentra esparcido por el campus de la Universidad Bíblica Seinan Gakuin y un pequeño recinto de cultivo de unos 600 m², en la ciudad de Fukuoka, Prefectura de Fukuoka, Japón. Depende administrativamente de la universidad.

## Localización
33°35′N 130°24′E / 33.583, 130.400
- Altitud : de  2,5 m s. n. m.
- Temperatura media anual : 16,6 °C (de 1976 a 1991)
- Precipitaciones medias anuales : 1632 mm (de 1976 a 1991)

## Historia
Este jardín botánico fue creado el 13 de noviembre de 1999, con motivo del 50.º aniversario de la creación de la universidad.

## Colecciones
Actualmente el jardín botánico alberga más de 80 plantas mencionadas en la biblia, con las etiquetas en hebreo, griego, latín, inglés, y japonés, así como una referencia a la cita bíblica en la cual se menciona la planta. 
Entre las especies de sus colecciones son de destacar, Abies firma, Aloe arborescens var. natalensi, Aloe vera, Anemone coronaria, Anethum graveolens, Brassica nigra, Cinnamomum verum, Cistus creticus, Coriandrum sativum, Crocus sativus, Cuminum cyminum, Cupressus sempervirens, Cyperus papyrus, Echinops ritro, Ficus carica, Foeniculum vulgare, Gossypium herbaceum, Hedera helix, Hordeum vulgare, Hyoscyamus spp., Hyoscyamus aureus, Hyssopus officinalis, Laurus nobilis, Lavandula stoechas, Lawsonia inermis, Lens culinaris, Lilium candidum, Linum usitatissimum, Lolium temulentum, Lycium chinense, Majorana syriaca, Mentha longifolia, Micromeria fruticosa, Morus nigra, Myrtus communis, Nerium oleander, Nicotiana glauca, Nigella sativa, Olea europaea, Ornithogalum spp., Phoenix dactylifera, Phragmites australis, Pinus densiflora, Populus nigra var. Italica, Prunus dulcis, Punica granatum, Quercus calliprinos, Quercus glauca, Ricinus communis, Rosa canina, Rosa hybrida, Rosa phoenicia, Rubia tinctorum, Ruta chalepensis, Salvia fruticosa, Salvia hierosolymitana, Silybum marianum, Sternbergia clusiana,  Trachycarpus fortunei, Triticum aestivum, Urtica urens, Vitis vinifera, Zelkova serrata, y Zizyphus spina-christi.